# مفتاح كوخ العم توم
مفتاح كوخ العم توم (بالإنجليزية: A Key to Uncle Tom's Cabin)‏ هو كتاب للمؤلفة الأمريكية هارييت بيتشر ستو. نشرته لتوثيق صحة تصوير العبودية في رواية ستو المناهضة للعبودية كوخ العم توم (1852). نُشر الكتاب لأول مرة في عام 1853 من قبل جيويت، بروكتور ورثينجتون، ويقدم أيضًا نظرة ثاقبة لآراء ستو الخاصة حول العبودية.

## الأصول
بعد نشر كوخ العم توم، اتهم الجنوبيون ستو بتحريف العبودية. ولتثبت أنها لم تكذب بشأن العبودية ولم تبالغ في محنة العبيد، قامت بتجميع «مفتاح كوخ العم توم»، الذي كان عنوانا لكتاب فرعيًا «تقديم الحقائق والوثائق الأصلية التي تأسست عليها القصة، جنبًا إلى جنب مع البيانات التأكيدية التي تؤكد صحة العمل».

## الاستقبال
كان رد فعل معاصري ستو على مفتاح كوخ العم توم مشابهًا جدًا لرد الفعل على كوخ العم توم، مع كل من المراجعات الإيجابية والسلبية للغاية. كانت ردود دعاة إلغاء الرق والشماليين بشكل عام من بين الإجابات الإيجابية، حيث أشادوا بتوثيق شرور العبودية وتأكيد حقيقة كوخ العم توم.
كما انتقل الاهتمام الكبير بكوخ العم توم في إنجلترا إلى المفتاح. ووصفته إحدى المراجعات الإنجليزية لمنشور عام 1853 بأنه «كتاب رائع، أكثر من كوخ العم توم نفسه إن أمكن».
تزامن الرد المؤيد للعبودية على المفتاح مع الرد على كوخ العم توم. على الرغم من استخدام ستو للأمثلة الموثقة، إلا أن معظم المراجعات الجنوبية ما زالت تدعي أن ستو كانت تحرف العبودية وتضخم قسوة المؤسسة. على الرغم من أن هذه المراجعات زعمت أن ستو كانت تحرف العبودية، إلا أنها لم تتهم ستو باستخدام وثائق مزورة. وبدلاً من ذلك، زعموا أن الأمثلة التي قدمتها ستو هي أكثر الأمثلة تطرفاً، والتي جمعتها لإعطاء أسوأ انطباع ممكن عن مؤسسة العبودية، وعن الجنوب. اتهمها أحد النقاد، ويليام سيمز، باستخدام الحجج الخاطئة من خلال جمع الحقائق لإثبات افتراضها، بدلاً من تكوين افتراضات تستند إلى الحقائق.
كان الرد الآخر المؤيد للعبودية على كوخ العم توم ومفتاح كوخ العم توم هو الهجمات على شخصية ستو. قدمت العديد من المراجعات تلميحات حول نوع المرأة التي يجب أن تكون ستو لتكتب عن مثل هذه الأحداث التي تم العثور عليها في المفتاح. تساءلت مراجعة قام بها جورج هولمز عما إذا كانت «مشاهد الرخصة والشوائب، وأفكار الفساد البغيض وممارسة الدعارة [هي] موضوعات عزيزة على قلم الأنثى»؛ وناشد النساء، وخاصة نساء الجنوب، عدم قراءة أعمال ستو.
على الرغم من المراجعات المتنوعة لـ مفتاح كوخ العم توم، فقد بيعت بشكل جيد: 90.000 نسخة في الشهر الأول، وهي من أكثر الكتب مبيعًا.

## روابط خارجية
- نص كامل لكوخ العم توم (طبعة 1854) في مركز النص الإلكتروني بجامعة فيرجينيا. إنه جزء من «كوخ العم توم والثقافة الأمريكية: أرشيف الوسائط المتعددة» للمخرج ستيفن رايلتون. تم الوصول إليه في 22 يوليو 2006.
- مفتاح كوخ العم توم public domain audiobook at LibriVox